# Ko Yao Yai
Ko Yao Yai es la mayor isla del archipiélago de Ko Yao. El grupo de islas se encuentra en la Bahía de Phang Nga, en la provincia de Phang Nga de Tailandia. Ko Yao Yai significa Isla Yao grande. La otra isla principal del grupo es Ko Yao Noi (Pequeña Isla Yao), ubicada a la salida lado norte de Ko Yao Yai y separada de ella por un estrecho.
La población de Ko Yao Yai es de unos 8000 personas, mientras que la población de Ko Yao Noi es de 4500. El área del archipiélago es 137,6 km².